# Apatzingáni alkotmány
Az apatzingáni alkotmány (spanyolul Constitución de Apatzingán, eredeti címén Decreto Constitucional para la Libertad de la América Mexicana, azaz Alkotmányos Dekrétum Mexikói-Amerika Szabadságáért) a mexikói függetlenségi háború során 1814. október 22-én kikiáltott alaptörvény volt, mely a függetlenségi harcosok tervei szerint az addig általuk meghódított területeken lett volna érvényes.

## Története
A függetlenségi háború kirobbantója, Miguel Hidalgo y Costilla már 1810. november 15-én kiadott egy kiáltványt, melyben sürgette egyfajta kongresszus összehívását annak érdekében, hogy a felkelők kormányt alakítsanak, törvényeket hozzanak és ezáltal intézményesítsék mozgalmukat. Hidalgo korai halála után José María Morelos és Ignacio López Rayón is továbbvitte ezt a gondolatot. Elsőként Rayón cselekedett: 1811. augusztus 19-én összehívta a zitácuarói juntát, melynek elnökévé választották, és amely ellátta volna a felkelők kormányának szerepét. Rayón hamarosan megfogalmazott egy alkotmánytervezetet, melynek számos elemével Morelos is egyetértett, ám azzal nem, hogy ismerjék el az új, független állam uralkodójának VII. Ferdinánd spanyol királyt. Lassacskán szembekerült Rayónnal két társa, José María Liceaga és José Sixto Verduzco is, ezért 1813 májusában Morelos javaslatot tett egy, a vezetőségi struktúra megreformálásának és ezáltal az ellentétek békítésének érdekében összehívott találkozó megszervezésére. Ezt a javaslatát június 28-án bővítette: már egy olyan kongresszus összehívását sürgette Chilpancingo városában, ahol a felkelők képviselői megállapodhatnak az új rendszerben és az új törvényekben.
Az úgynevezett chilpancingói kongresszus (vagy anáhuaci kongresszus) 1813. szeptember 13-án össze is ült és mindjárt másnap felolvasták Morelos korábban megszerkesztett Sentimientos de la Nación című irományát, melyben összefoglalta céljaikat, melyek közül a legfontosabbak Amerika (azaz Mexikó) függetlensége, a római katolikus vallás kizárólagossá tétele, a rabszolgaság eltörlése, az adók csökkentése és a jogegyenlőség voltak. Nagyban hasonlított Rayón korábbi tervéhez, de VII. Ferdinándot nem ismerte el királynak.
A kongresszus november 6-án az Acta solemne de la declaración de la independencia de la América Septentrional című okiratban kikiáltotta a függetlenséget, de a még tartó háború miatt ennek még nem tudtak érvényt szerezni. December végén a felkelők csapatai megostromolták Valladolid városát (ma: Morelia), de 24-én vereséget szenvedtek, sőt, Puruarán mellett január 5-én ismét csapást mértek rájuk a spanyol seregek (ekkor fogták el például Mariano Matamorost is).
Az üldöztetés miatt a kongresszus tagjai városról városra vándoroltak, 1814 októberében Apatzingán városában üléseztek. Itt kiáltották ki 22-én Latin-Amerika egyik első alkotmányát, a Decreto Constitucional para la Libertad de la América Mexicanát, mely így az apatzingáni alkotmány nevet kapta. Szerzői között sok nevet találunk, közülük a legjelentősebbek José Manuel de Herrera, Andrés Quintana Roo, José Sotero Castañeda, Cornelio Ortiz de Zárate, Manuel Alderete és José María Ponce de León voltak, valamint természetesen Morelos korábban megfogalmazott elvei is belekerültek.
Az alkotmány elfogadásának estéjén hálaadó misét, majd táncmulatságot tartottak, Morelos pedig kijelentette, ez volt élete legboldogabb napja.
Később az alkotmányozás emlékére kapta Apatzingán városa mai hivatalos nevét, az Apatzingán de la Constitución nevet.
Az alkotmány eredeti példányát ma a mexikói nemzeti levéltárban, az Archivo General de la Naciónban őrzik, mely a mexikóvárosi Palacio de Lecumberriben kapott helyt.

## Tartalma
Az alkotmány két fő részből áll. Az első rész 6 fejezetében felsorolt 41 pont alapvető tételeket tartalmaz a vallásról, a hatalomgyakorlásról, a törvényekről, valamint az állampolgárok jogairól és kötelességeiről. A második rész 22 fejezetének 201 pontja pedig a kormányzás módjáról, a választásokról, a közigazgatásról és az igazságszolgáltatásról szól. Felfedezhetők benne a francia, az USA-beli és a cádizi alkotmány egyes elemei vagy legalább azok hatása. A korábban már létező, spanyolok által hozott törvények nagy részének érvényességét elismerte, kivéve azokét, melyek ellentétben álltak magával az alkotmánnyal.
Az alkotmány kizárólagos államvallássá tette a római katolikus vallást, de a Rayón által korábban szorgalmazott egyházi „hűségbíróság” létrehozása nem szerepelt benne. Mindenkit állampolgárnak ismertek el, aki a birodalom területén született, de a legsúlyosabb bűnöknek számító eretnekséget, vallásmegtagadást vagy nemzetellenes bűncselekményeket az állampolgárság elvesztésével büntették.
A törvény szétválasztotta a hatalom három ágát és kimondta, hogy a hatalmat a nép gyakorolja választott képviselők útján. A törvény előtt mindenki egyenlő, a magántulajdon pedig védelem alá esik. Rögzítette, hogy a politikai tisztségek nem örökölhetők, a sajtó szabad, a kínzást és a rabszolgaságot pedig betiltotta.
A köztisztviselők fölött egy külön bíróság rendelkezett, de volt egyfajta „mentelmi joguk”: amíg hivatalban voltak, csak akkor indulhatott ellenük eljárás, ha vallás- vagy államellenes bűncselekményt követtek el, ez utóbbi kategóriába beleértve a politikai hűtlenséget, a sikkasztást és a közpénzek elpazarlását is.
A mexikói birodalmat 17 tartományra osztotta fel, melyek többsége (ha más határokkal is, de) ma is létező állam: México, Puebla, Tlaxcala, Veracruz, Yucatán, Oaxaca, Técpam, Michoacán, Querétaro, Guadalajara, Guanajuato, Potosí, Zacatecas, Durango, Sonora, Coahuila és Új-León.